# Evita (musical)
 For alternative betydninger, se Evita. (Se også artikler, som begynder med Evita)
Evita er en musical af Andrew Lloyd Webber og Tim Rice. Den omhandler den argentinske præsidentfrues (Eva Peron) liv. 

## Handling
Næsten udelukkende med sang følger man Eva gennem de fattige ungdomsår uden far til hun ved hjælp af mand efter mand stiger højere og højere op ad rangstigen i Buenos Aires finere klasser. Til sidst møder hun Juan Perón, som er soldat og præsidentkandidat, og sammen vinder de valget. Eva opnår helgenstatus og bliver af sit fattige folk døbt Evita. Hun dør i en ung alder. Gennem hele hendes karriere følger en fortællerperson, 'Che', hende, og han sætter konstant et kritisk lys over hendes bedrifter. Che skal højst sandsynligt symbolisere den fattige arbejder i Che Guevaras krop og med hans idealer.

## Medvirkende
Evita startede som et dobbeltalbum, inden den kom på scenen. Evita blev sunget af Julie Covington, som sagde nej tak til rollen, da "Evita" skulles sættes op i London i 1978.
Paul Jones er Peron, og Colm Wilkinson er Che.
I rollen som Perons elskerinde, der smides ud, havde man Barbara Dickson.
Da musicalen havde premiere i London, blev rollen som Eva Peron (Evita) det helt store gennembrud for Elaine Paige. Joss Ackland var Peron, og David Essex var Che
I genopsætningen fra 2006 medvirkede Elena Roger (Som Evita) og Philip Quast (Som Juan Perón).
Da Musicalen blev sat op på Broadway, var det Patti LuPone, der var Evita, og Mandy Patinkin som Che. Bob Gunton var Peron. 

## Opsætninger i Danmark
Evita blev sat op i Danmark for første gang allerede i 1980 på Hjørring Gymnasium, efter en speciel tilladelse fra Lloyd-Webber/Rice. Forestillingen blev lavet udelukkende på amatørbasis; Helge Reinhardt instruerede. Helle Jørgensen spillede Evita, Jeppe Broder Nissen var Che og Morten Lønborg Friiis var Peron.
I 1997 havde Evita Danmarks Premiere på Fredericia Teater med professionelle solister, dansere og musikere samt et stort amatørkor.  Tina Buchholtz spillede rollen som Evita, Hans Dueholm var Peron, Bjarne Langhoff - Che og Karsten Holm som Magaldi. I orkestergraven (der blev gravet ud - udvidet for at kunne rumme det store orkester) sad Det Jydske Underholdningsorkester under ledelse af dirigent Vagn Egon Jørgensen. Scenografi/kostumer var af  Else Marie Alvad, og instruktion Helge Reinhardt. Forestillingen spillede endvidere i Musikhuset Aarhus og i Aalborghallen. Forestillingen og dens medvirkende fik fantastiske anmeldelser  - bl.a. 5 stjerner i ekstrabladet.
Det Danske Teater turnerede  i 2001 med deres version af Evita  med Sanne Salomonsen i titelrollen. Claus Kofoed var Peron og  Michael Carøe var Che. Med dem var et mindre vokalensemble .
I 2012 havde Musikteatret Holstebro en opsætning med Trine Jepsen i titelrollen, Bjarne Henriksen som Juan Perón, samt Mads Knarreborg som Che; den var instrueret af Pierre Westerdahl.
I 2014 blev Evita opsat på Det Ny Teater med Charlotte Guldberg i rollen som Eva Perón, Jesper Lohmann som Perón, samt Tomas Ambt Kofoed som Che. Forestillingen var instrueret af Daniel Bohr og høstede enormt gode anmeldelser. I denne udgave af Evita er sangen "You Must Love Me" fra filmatiseringen af musicalen blandt andet inkluderet. 
I april 2019 blev Evita opsat i “Messecenter Herning” med Annette Heick i hovedrollen som Eva Perón, Kenny Duerlund som Che, samt Christian Berg som Juan Perón. Forestillingen blev instrueret af Jens Frausing. I maj 2019 mini-turnerede holdet til Aalborg Kongres og Kultur Center. Opsætningen høstede udelukkende 5-stjernede anmeldelser, og Heick blev tilmed, af nogle, kaldt den bedste Eva Perón på dansk jord. 
Duerlund var i øvrigt den første Che i Danmark, med blond hår. 
Evita er filmatiseret med Antonio Banderas og Madonna i hovedrollerne.

## Sange
Af store hits fra musicalen kan nævnes:
- Buenos Aires
- Don't Cry For Me Argentina
- Another Suitcase
- Oh, what a circus
- High Flying Adored
- Rainbow High
- And the money kept rollin' in

og Andrew Lloyd Webbers nyskrevne sang til filmen:
- You Must Love Me